# Roye New British Cemetery
Roye New British Cemetery is een Britse militaire begraafplaats met gesneuvelden uit de Eerste Wereldoorlog, gelegen in de Franse gemeente Roye (Somme). De begraafplaats werd ontworpen door Herbert Baker en ligt langs de weg van Roye naar Noyon op ruim 1.5 km ten zuidoosten van het gemeentehuis van Roye. Ze heeft een rechthoekig grondplan met een oppervlakte van 1.230 m² en wordt omgeven door een natuurstenen muur. De toegang aan de straatzijde bestaat uit een poortgebouw met een rechte doorgang onder een schilddak en wordt afgesloten door een dubbel metalen hekje. Het Cross of Sacrifice staat achteraan recht tegenover de toegang op een verhoogd terras. 
Er liggen 613 doden begraven waaronder 153 niet geïdentificeerde.
De begraafplaats wordt onderhouden door de Commonwealth War Graves Commission.

## Geschiedenis
Vanaf 30 augustus 1914 was Roye in Duitse handen. Op 17 maart 1917 werd de gemeente door de Fransen heroverd maar tijdens het Duitse lenteoffensief in maart 1918 werd ze opnieuw door de Duitsers veroverd. Op 26 augustus 1918 werd Roye door de Duitse troepen verlaten en kwam het Franse Eerste Leger de volgende dag de stad binnen. 
De Roye Old British Cemetery werd in maart 1918 aangelegd door het 53th Casualty Clearing Station op 1,6 km ten zuiden van de stad. Maar door de inval van de Duitsers was er geen tijd om de graven te markeren, ook omdat ze de begraafplaats zelf gebruikten voor het begraven van hun eigen doden. In 1920 werden de Commonwealth-graven verwijderd en naar hier overgebracht.
Roye New British Cemetery werd na de wapenstilstand aangelegd toen er graven werden verzameld vanuit de omliggende slagvelden en van volgende begraafplaatsen: Cressy Churchyard French Extension, Dancourt German Cemetery No.1,  Dreslincourt German Cemetery,  Ferme d'Ereuse French Military Cemetery, Goyencourt German Cemetery,  Hattencourt French en German Cemeteries,  Le Foloise French Military Cemetery, Marchelepot British Cemetery, Roye German Cemetery en  Solente Communal Cemetery. 
Er liggen nu 344 Britten, 1 Australiër, 54 Canadezen, 14 Zuid-Afrikanen en 2 Duitsers uit de Eerste Wereldoorlog en 36 Britten, 2 Nieuw-Zeelanders, 3 Canadezen en 2 Australiërs uit de Tweede Wereldoorlog begraven.
Dertien slachtoffers worden herdacht met een Special Memorial omdat hun graven niet meer gelokaliseerd konden worden en men neemt aan dat ze zich onder een naamloze grafzerk bevinden.
117 slachtoffers worden herdacht met twee Duhallow Blocks omdat zij oorspronkelijk in andere begraafplaatsen lagen maar waar hun graven door artillerievuur werden vernietigd. Op de grafstenen van vijf andere slachtoffers die niet meer gevonden werden, staat de naam van de Duitse begraafplaatsen vermeld waarin ze oorspronkelijk begraven werden.

## Graven

### Onderscheiden militairen
- Thomas Hovenden Watson, luitenant-kolonel bij het Worcestershire Regiment werd onderscheiden met de Distinguished Service Order en het Military Cross (DSO, MC).
- Alan George Seymour Cousens, wing commander  bij de Royal Air Force werd onderscheiden met de Distinguished Service Order en het Distinguished Flying Cross (DSO, DFC).
- Theophilus Rudolhp Jackson, kapitein bij de Duke of Cornwall's Light Infantry, G.H. Baxter, luitenant bij de Royal Engineers, Alexander Spence, kapelaan bij het Army Chaplains' Department en Frank Tarrant, kanonnier bij de Royal Field Artillery werden onderscheiden met het Military Cross (MC).
- kapitein Edward Lyman Abbott en luitenant William Johnstone, allebei van de Canadian Infantry ontvingen tweemaal deze onderscheiding (MC and Bar).
- de sergeanten W. Dixon en G. Mills, de korporaals John Mowat en Charles Lloyd Cawston en schutter Willie James Sergeant werden onderscheiden met de Distinguished Conduct Medal (DCM). Sergeant James Hughes ontving ook nog de Military Medal (DCM, MM).
- elf andere militairen ontvingen de Military Medal waaronder korporaal J. Kennedy tweemaal (MM and Bar).

### Alias
- soldaat Leonard Cloutier diende onder het alias Emilie Jautras bij de Canadian Infantry.